# Svetlana Samochvalova
Svetlana Anatoljevna Samochvalova (Russisch: Светлана Анатольевна Самохвапова) (Moskou, 20 december 1972) is een wielrenster uit Rusland.
Samochvalova won in 1994 de individuele tijdritwedstrijd Chrono Champenois in Frankrijk.
In 1994 en 1998 werd Samochvalova nationaal kampioene op de weg van Rusland.
In 1995 en 1996 werd Samochvalova wereldkampioene op de baan op het onderdeel puntenkoers.
Samochvalova reed tweemaal op de Olympische Zomerspelen, zowel op de weg als op de baan. In 1992 op de Olympische Zomerspelen van Barcelona reed Samochvalova voor het Unified Team de wegwedstrijd en op de baan de 3000 meter achtervolging. In 1996 op de Olympische Zomerspelen van Atlanta reed ze voor Rusland ook de wegwedstrijd, en op de baan de puntenkoers.